# Leccionario 14
El Leccionario 14 (designado por la sigla ℓ 14 en la clasificación de Gregory-Aland) es un antiguo manuscrito del Nuevo Testamento, paleograficamente fechado en el siglo XII d. C.
Este codex contienen lecciones de los evangelios de Mateo, Lucas y Juan (conocido como Evangelistarium). Fue escrito en griego, y actualmente se encuentra en la Biblioteca Nacional de Francia (Gr. 315).